# M83 (banda)
M83 é um grupo de música eletrônica, originário de Antibes, França, formado em 2001 por Nicholas Fromageau e Anthony Gonzalez. O nome da banda refere-se à galáxia M83. O gênero musical, pode ser categorizado como Shoegazing, pela utilização de instrumentais altos e letras suavemente cantadas, além de outros estilos como Ambient e Electropop. 

## Carreira
Em 2001, M83 lança seu álbum de estréia auto-intitulado, que não teve muita notoriedade, lançado pela gravadora francesa, Gooom Disques. "Dead Cities, Red Seas & Lost Ghosts", o segundo álbum, foi lançado em 2003 na Europa e em 2004 na América do Norte, conseguindo um certo reconhecimento pela crítica. Logo após a turnê do segundo álbum, Nicolas Fromageau deixa a banda.
Foi lançado em 2005, o terceiro álbum de estúdio, chamado "Before the Dawn Heals Us", sem a presença de Fromageau. No mesmo ano relançaram nos Estados Unidos o primeiro álbum, pela gravadora Mute Records, além de lançar vários remixes, incluindo uma faixa do álbum de remixes "Silent Alarm Remixed" da banda Bloc Party chamada "The Pioneers". Em 2007, lançou "Digital Shades Vol. 1", o quarto álbum da banda, porém possui apenas Anthony Gonzalez, o fundador da banda. O álbum contou com ajuda de Antoine Gaillet. 
Em 2008, lançaram o quinto álbum, intitulado "Saturdays = Youth". Gonzalez disse que o álbum foi influênciado pela música da década de 80, e que o tema principal era adolescência, já que foi uma fase muito importante pra ele. O álbum teve quatro singles. Em 2009 participaram da turnê de algumas bandas como Depeche Mode e Kings of Leon. No ano de 2010, M83 compôs a trilha sonora do filme Black Heaven.
Em 2011, Gonzalez inicia um novo álbum. Ele disse que o álbum falará de sonhos, e descreveu as faixas como sombrias e épicas. Em Outubro o álbum duplo "Hurry Up, We're Dreaming" foi lançado, e falando sobre o processo de criação do álbum Anthony Gonzalez disse que sempre quis fazer um álbum duplo e que ele foi escrito como uma trilha sonora para um filme imaginário, com ambientes diferentes, tempos diferentes, instrumentação diferente.... O tema "Outro" faz parte da trilha sonora do filme "The Gambler" de 2014 e é o tema de abertura da série "Versailles", uma produção do Canal+, sobre o rei-sol, Luís XIV.
Com o sexto álbum "Hurry Up, We're Dreaming", a banda conseguiu entrar em várias paradas musicais chegando a posição 15 no chart norte-americano Billboard 200. O primeiro single "Midnight City" se tornou um sucesso, aparecendo também em vários charts mundiais, além do videoclipe conseguir milhões de visualizações no Youtube.
O grupo francês teve a canção Midnight City, de 2012, incluído na rádio fictícia Non-Stop FM, do jogo Grand Theft Auto V, lançado pela Rockstar em novembro 2013.
Em agosto de 2019 a música Outro é a música tema do Trailer de Anúncio de Kerbal Space Program 2.

## Discografia
Álbuns de estúdio
- M83 (2001)
- Dead Cities, Red Seas & Lost Ghosts (2003)
- Before the Dawn Heals Us (2005)
- Digital Shades Vol. 1 (2007)
- Saturdays = Youth (2008)
- Hurry Up, We're Dreaming (2011)
- Junk (2016)
- DSVII (2019)
- Fantasy (2023)

## Prêmios e Nomeações

### International Dance Music Awards
| Ano  | Indicação       | Categoria                      | Resultado | Ref    |
| ---- | --------------- | ------------------------------ | --------- | ------ |
| 2012 | M83             | Grupo Revelação                | Indicado  | [ 12 ] |
| 2012 | "Midnight City" | Faixa Dance Alternativa / Rock | Indicado  | [ 12 ] |

### mtvU Woodie Awards
| Ano  | Indicação       | Categoria    | Resultado | Ref    |
| ---- | --------------- | ------------ | --------- | ------ |
| 2012 | "Midnight City" | Video Woodie | Indicado  | [ 13 ] |